# JaMycal Hasty
JaMycal Hasty (geboren am 12. September 1996 in Longview, Texas) ist ein US-amerikanischer American-Football-Spieler auf der Position des Runningbacks. Er spielt zurzeit für die New England Patriots in der National Football League. Zuvor spielte er College Football für die Baylor Bears und wurde von den San Francisco 49ers nach dem NFL Draft 2020 als Undrafted Free Agent unter Vertrag genommen. Anschließend spielte Hasty auch für die Jacksonville Jaguars.

## College
Hasty nahm in seinem ersten Jahr ein Redshirt, um ein Jahr länger College Football für die Baylor Bears zu spielen. In seiner ersten Saison konnte er bei 119 Versuchen 623 Yards und drei Touchdowns erlaufen. In den nächsten beiden Saisons konnte er seine Bestmarke nicht verbessern, erst in seinem letzten Jahr erlief er mit 627 Yards etwas mehr als in seiner ersten Saison.

### College-Statistiken
| Saison                       | College  | Spiele | Laufspiel | Laufspiel | Laufspiel    | Laufspiel | Passspiel | Passspiel | Passspiel    | Passspiel |
| Saison                       | College  | Spiele | Versuche  | Yards     | Durchschnitt | TD        | Passfänge | Yards     | Durchschnitt | TD        |
| ---------------------------- | -------- | ------ | --------- | --------- | ------------ | --------- | --------- | --------- | ------------ | --------- |
| 2016                         | Baylor   | 12     | 119       | 623       | 5,2          | 3         | 3         | 26        | 8,7          | 0         |
| 2017                         | Baylor   | 8      | 76        | 314       | 4,1          | 1         | 25        | 205       | 4,2          | 0         |
| 2018                         | Baylor   | 11     | 82        | 434       | 5,3          | 4         | 26        | 170       | 6,5          | 1         |
| 2019                         | Baylor   | 14     | 109       | 627       | 5,8          | 7         | 25        | 184       | 7,4          | 0         |
| Karriere                     | Karriere | 45     | 386       | 1.998     | 5,2          | 15        | 79        | 485       | 6,1          | 1         |
| Quelle: sports-reference.com |          |        |           |           |              |           |           |           |              |           |

## NFL
Nachdem er beim NFL Draft 2020 nicht ausgewählt worden war, wurde er von den San Francisco 49ers als Undrafted Free Agent unter Vertrag genommen.
Am 5. September 2020 wurde er von den 49ers entlassen und am nächsten Tag in das Practice Squad aufgenommen. Für das Spiel in Woche 3 gegen die New York Giants wurde er für ein Spiel in den aktiven Kader befördert und direkt nach dem Spiel wieder in das Practice Squad degradiert. Bei seinem Debüt konnte er einen Pass fangen und bei zwei Versuchen neun Yards erlaufen. Am 3. Oktober 2020 wurde er in den aktiven Kader befördert. In der 8. Woche konnte er beim Spiel gegen die Seattle Seahawks seinen ersten Touchdown in der NFL erlaufen. Am 17. November wurde er auf die Injured Reserve List gesetzt und wurde nicht mehr in der Saison 2020 aktiviert.
Vor der Saison 2021 konnte er sich einen Platz im 53er-Kader sichern. In Woche 1 und 2 wurde er nur sporadisch eingesetzt, jedoch verletzte er sich beim 17:11-Sieg gegen die Philadelphia Eagles am Sprunggelenk und fiel mehrere Wochen aus. Er wurde dann vor dem Spiel in Woche 3 gegen die Green Bay Packers auf die Injured Reserve List gesetzt und vor dem Spiel in Woche 7 gegen die Indianapolis Colts wieder von dieser aktiviert. Auch danach wurde er oft nur bei offensichtlichen Passspielzügen eingesetzt. Am Ende der Saison konnte er 68 Yards und einen Touchdown bei 16 Versuchen erlaufen. Zudem fing er 23 Pässe für 157 Yards. Mit den 49ers erreichte er das NFC Championship Game, welches sie mit 17:20 gegen die Los Angeles Rams verloren.
Am 10. März 2022 verlängerte er seinen Vertrag um ein Jahr. Im Rahmen der finalen Kaderverkleinerung wurde er am 30. August 2022 entlassen, jedoch am folgenden Tag von den Jacksonville Jaguars über die Waiver-Liste unter Vertrag genommen. Am 11. November 2023 wurde Hasty von den Jaguars entlassen.
Nach seiner Entlassung von den Jaguars wurde Hasty über die Waiver-Liste von den New England Patriots unter Vertrag genommen. Bei den Patriots wurde er überwiegend als Kick Returner in den Special Teams eingesetzt. In Woche vier gegen die San Francisco 49ers gelang ihm ein 30-Yard-Kickoff-Return, der bisher längste seiner Karriere  (Stand: August 2025). Seinen insgesamt zweiten Touchdown und ersten für New England verzeichnete er in Woche sieben gegen die Jacksonville Jaguars, als er einen kurzen Pass von Drake Maye für 16 Yards in die Endzone tragen konnte. Er bestritt in der Spielzeit 15 Spiele (keines davon als Starter) und wurde sowohl als Läufer als auch als Passempfänger eingesetzt.

## Statistiken
| Saison                             | Team     | Spiele | Laufspiel | Laufspiel | Laufspiel    | Laufspiel | Passspiel | Passspiel | Passspiel    | Passspiel |
| Saison                             | Team     | Spiele | Versuche  | Yards     | Durchschnitt | TD        | Passfänge | Yards     | Durchschnitt | TD        |
| ---------------------------------- | -------- | ------ | --------- | --------- | ------------ | --------- | --------- | --------- | ------------ | --------- |
| 2020                               | SF       | 8      | 39        | 148       | 3,8          | 1         | 7         | 33        | 4,7          | 0         |
| 2021                               | SF       | 11     | 16        | 68        | 4,3          | 1         | 23        | 157       | 6,8          | 0         |
| 2022                               | JAX      | 17     | 46        | 194       | 4,2          | 2         | 20        | 126       | 6,3          | 1         |
| 2023                               | JAX      | 3      | 0         | 0         | –            | 0         | 0         | 0         | –            | 0         |
| 2023                               | NE       | 2      | 0         | 0         | –            | 0         | 0         | 0         | –            | 0         |
| 2024                               | NE       | 15     | 20        | 69        | 3,5          | 0         | 10        | 59        | 5,9          | 1         |
| Karriere                           | Karriere | 56     | 121       | 479       | 4,0          | 4         | 60        | 375       | 6,3          | 2         |
| Quelle: pro-football-reference.com |          |        |           |           |              |           |           |           |              |           |